# Pseudecheneis sirenica
Pseudecheneis sirenica és una espècie de peix de la família dels sisòrids i de l'ordre dels siluriformes.

## Distribució geogràfica
Es troba a la conca del Brahmaputra a Arunachal Pradesh (Índia).